# 圣埃斯特旺-迪巴罗萨什
圣埃斯特旺-迪巴罗萨什是葡萄牙波尔图区的一个堂区。总面积4.7平方公里，总人口933人，人口密度198.5人/平方公里。